# Aușeu
Aușeu is een Roemeense gemeente in het district Bihor.
Aușeu telt 3073 inwoners.